# Немахейлові
Немахейлові (Nemacheilidae) або слижеві — родина прісноводних риб підряду в'юновидних (Cobitoidei).
Довгий час вважалися підродиною родини баліторових (Balitoridae), але згодом були визнані окремою родиною як незалежна монофілетична група.
Це переважно дрібні бентосні риби, що відзначаються значним морфологічним різноманіттям та різноманіттям середовищ існування.
Немахейлові зустрічаються на більшій частині Євразії. Всього нараховується понад 700 видів. Крім того, регулярно описуються нові види та роди. Найбільше різноманіття представлене в Індії, Індокитаї та Китаї. Один вид (Afronemacheilus abyssinicus) зустрічається в Африці, в басейні озера Тана (Ефіопія). Кілька печерних видів відомі з Ірану, Індії, Китаю, Таїланду та Малайзії.
Мають видовжене тіло, округле в перетині або трохи стиснуте з боків. Рот кінцевий, дві пари ростральних вусиків і одна пара вусиків на верхній щелепі.
Немахейлові є характерним елементом іхтіофауни гірських районів материкової частини Південно-Східної Азії, вони зустрічаються тут практично в кожній річковій системі й становлять близько 20 % видового складу риб будь-якої малої або середньої річки. Вони населяють різноманітні водойми: від бурхливих гірських потоків до солоноводних річок у посушливих низинах, але найчастіше зустрічаються на швидкоплинних ділянках невеликих струмків з гравійним або кам'янистим дном, вода в яких добре насичена киснем. В окремих районах в умовах синтопії можуть зустрічатися до шести-семи різних видів немахейлових.
Більшість видів має невеликий географічний ареал й обмежується однією чи кількома річковими системами, що обумовило появу великої кількості видів та високий ендемізм всередині родини. З іншого боку, така ситуація робить цих риб дуже вразливими до змін у навколишньому середовищі. Сільськогосподарське замулення, органічне забруднення, пестициди, важкі метали, деградація середовищ існування, а часом і сильні посухи сильно впливають на ендемічні види. Немахейлові є екологічно важливою родиною прісноводних риб. Їх можна використовувати як види-індикатори стану води, наявність здорових популяцій цих риб свідчить про цілісність відповідного середовища існування.
Немахейлові є однією з найбільших за кількістю видів і найрізноманітніших родин прісноводних риб. До її складу входять такі роди:
- Aborichthys  Chaudhuri, 1913
- Acanthocobitis  Peters, 1861
- Afronemacheilus  Golubtsov & Prokofiev, 2009
- Barbatula  Linck, 1790
- Claea  Kottelat, 2011
- Draconectes  Kottelat, 2012
- Dzihunia  Prokofiev, 2001
- Eidinemacheilus  Segherloo, Ghaedrahmati & Freyhof, 2016
- Eonemachilus  Berg, 1938
- Hedinichthys  Rendahl, 1933
- Heminoemacheilus  Zhu & Cao, 1987
- Homatula  Nichols, 1925
- Ilamnemacheilus  Coad & Nalbant, 2005
- Indoreonectes  Rita & Bănărescu, 1978
- Indotriplophysa  Prokofiev, 2010
- Iskandaria  Prokofiev, 2009
- Karstsinnectes  Zhou, Luo, Wang, Zhou & Xiao, 2023
- Kayahschistura  Kottelat & Grego, 2020
- Labiatophysa  Prokofiev, 2010
- Lefua  Herzenstein, 1888
- Malihkaia  Kottelat, 2017
- Mesonoemacheilus  Bănărescu & Nalbant, 1982
- Metaschistura  Prokofiev, 2009
- Micronemacheilus  Rendahl, 1944
- Mustura  Kottelat, 2018
- Nemacheilus  Bleeker, 1863
- Nemachilichthys  Day, 1878
- Neonoemacheilus  Zhu & Guo, 1985
- Nun  Bănărescu & Nalbant, 1982
- Oreonectes  Günther, 1868
- Oxynoemacheilus  Bănărescu & Nalbant, 1966
- Paracanthocobitis  Grant, 2007
- Paracobitis  Bleeker, 1863
- Paranemachilus  Zhu, 1983
- Paraschistura  Prokofiev, 2009
- Petruichthys  Menon, 1987
- Physoschistura  Bănărescu & Nalbant, 1982
- Protonemacheilus  Yang & Chu, 1990
- Pteronemacheilus  Bohlen & Šlechtová, 2011
- Qinghaichthys  Zhu, 1981
- Rhyacoschistura  Kottelat, 2019
- Sasanidus  Freyhof, Geiger, Golzarianpour & Patimar, 2016
- Schistura  McClelland, 1838
- Sectoria  Kottelat, 1990
- Seminemacheilus  Bănărescu & Nalbant, 1995
- Speonectes  Kottelat, 2012
- Sphaerophysa  Cao & Zhu, 1988
- Sundoreonectes  Kottelat, 1990
- Tarimichthys  Prokofiev, 2010
- Traccatichthys  Freyhof & Serov, 2001
- Triplophysa  Rendahl, 1933
- Troglocobitis  Parin, 1983
- Troglonectes  Zhang, Zhao & Tang, 2016
- Tuberoschistura  Kottelat, 1990
- Turcinoemacheilus  Bănărescu & Nalbant, 1964
- Yunnanilus  Nichols, 1925

Найбільше видів риб належить до роду Schistura.
Слижі родини Nemacheilidae є таксономічно складною родиною з погано вивченими систематичними та філогенетичними зв'язками. Їхня класифікація залишається суперечливою й до кінця невирішеною. Морфологічні відмінності немахейлових часто суперечать молекулярним даним. А. М. Прокоф'єв 2010 року, вивчаючи систематику та філогенетичні зв'язки родини Nemacheilidae, на основі 40 морфологічних ознак визнав в її складі п'ять триб: Vaillantellini, Lefuini, Yunnanilini, Triplophysini та Nemacheilini. Триба Vaillantellini містила лише 1 рід Vaillantella й утворювала сестринську групу для решти чотирьох триб. Згодом вона була виділена в окрему родину Vaillantellidae. 3 роди (Aborichthys, Lefua і Oreonectes) були включені до складу триби Lefuini, 3 інші роди (Hedinichthys, Orthrias та Triplophysa) — до складу триби Triplophysini, ще 8 родів (Eonemachilus, Heminoemacheilus, Micronemacheilus, Paranemachilus, Petruichthys, Protonemacheilus, Traccatichthys і Yunnanilus) — до складу триби Yunnanilini, решта до найбільшої триби Nemacheilini. Подальші дослідження не підтвердили поділ немахейлових на п'ять триб, оскільки вони не є монофілетичними. Необхідні додаткові морфологічні та молекулярні дослідження для вирішення таксономічних проблем окремих родів, а також складних відносин між трибами немахейлових.